# Jean-Joseph Sanfourche
Jean-Joseph Sanfourche (25. června 1929, Bordeaux – 13. března 2010, Saint-Léonard-de-Noblat) zvaný Sanfourche byl francouzský malíř, básník, kreslíř a sochař.

## Život a dílo
Sanfourche byl synem malíře a od nejmenšího věku byl veden k umění. V raném dětství se rodina přestěhovala do Rochefortu. Během období národního socialismu byla rodina v roce 1942 uvězněna Gestapem a jeho otec byl v roce 1943 zastřelen. Jean Joseph Sanfourche a jeho matka byli propuštěni z vazby a přestěhováni do Limoges, kde Sanfourche navštěvoval odbornou školu. Získal zkušenosti v oblasti sochařství a v dřevožezbě.
Po maturitě absolvoval účetnictví a poté se přestěhoval do Paříže, kde pracoval jako technický ředitel textilní továrny a poté jako úředník ministerstva zahraničí. Tuto činnost musel ukončit kvůli vážné nemoci se slepotou oka.
Po návratu do Limoge byl všestranný jako malíř, sochař, grafik a básník. Vytvořil mimo jiné umělecká díla z bronzu, dřeva, kamene nebo smaltu. Mezi jeho přátele patřili mimo jiné Gaston Chaissac, Jean Dubuffet nebo Robert Doisneau.
Jeho díla najdeme v mnoha muzeích, včetně sbírek de l 'art brut (Lausanne), Musée national d'art moderne v Paříži nebo v bruselském Palais des beaux-arts de Bruxelles.
V roce 1992 ho François Mitterrand jmenoval rytířem Čestné legie.
Zemřel 13. března 2010 ve věku 80 let v Saint-Léonard-de-Noblat.

### Filmografie
- Christophe Gatineau, Moi, Sanfourche, 2005. 53 min — Le premier documentaire de moyen métrage consacré à Jean-Joseph Sanfourche et présenté en avant première à l'UNESCO pour l'inauguration de la semaine mondiale pour l'Éducation pour tous. Diffusé sur KTO et en DVD
- Francis Magnenot, Sanfourche, Mille visages, 2004. 45 min — Lors de la rétrospective qui lui est consacrée à la galerie des Hospices de Limoges en 2003, Sanfourche offre un coup d'œil sur son univers intime et artistique. Le film a été nommé en 2004 au Festival international du film d'art de l'UNESCO (FIFAP), diffusé en DVD avec compléments, délka 1 h 30